# 財田川事件
財田川事件（日语：／ Saitagawa-jiken */?），是指1950年（昭和25年）2月28日，發生於日本香川縣三豐郡財田村的強盗殺人事件。財田川事件是被告人在死刑確定判決後，律師上訴，再審宣判為無罪的冤罪事件。財田川事件為日本五大死刑冤案事件之一。

## 事件
1950年2月28日，香川縣三豐郡財田村（現在的三豐市），一位男性（当時63歲）身中30刀遭到殺害，現金1万3000日元被搶。同年4月1日，隣町的三豊郡神田村發生強盗事件，犯人谷口繁義（当時19歲）遭到逮捕。警察懷疑2人參與財田川事件。該年8月23日，谷口繁義遭到起訴。
1952年（昭和27年）2月20日，高松地方裁判所（高松地裁）丸龜支部判決谷口繁義死刑。
1956年（昭和31年）6月8日，高松高等裁判所（高等法院）維持原判。
1957年（昭和32年）1月22日，最高裁判所駁回上訴，谷口死刑判決確定。因四國島尚無行刑的絞刑台，犯人被移送至大阪看守所準備行刑。
1976年（昭和51年）10月12日，最高法院指出谷口供詞不一致，有“三個疑問五個留意點”，將案件發回高松地方法院重審。
1984年（昭和59年）3月12日，高松地方裁判所認為被告人自白為捏造，宣布谷口繁義無罪。谷口於獄中生活長達34年後，獲得釋放。
2005年（平成17年）7月26日，谷口繁義病死，享年74歲。

## 另見
日本死刑冤案，其中其前四个为四大：
- 免田事件，發生於1948年的強盜殺人事件；
- 財田川事件，發生於1950年的強盜殺人事件；
- 島田事件，發生於1954年的誘拐殺人棄屍事件；
- 松山事件，發生於1955年的放火殺人事件；
- 袴田事件，發生於1966年的强盗放火殺人事件。

## 文獻
- 「明治・大正・昭和・平成　事件・犯罪大事典」東京法経学院出版、2002年
- 日本律師連合会編『死刑執行停止を求める』日本評論社、2005年